# عبد الله عقل
عبد الله عقل (بالعبرية: עבדאללה אל-עקל‏) هو ممثل إسرائيلي، ولد في 13 يونيو 1998 بتل أبيب في إسرائيل.

## أعمال

### أفلام
- (2009) لبنان[1]
- (2010) ميرال[2]
- (2012) زيتون[3]

## وصلات خارجية
- عبد الله عقل على موقع IMDb (الإنجليزية)
- عبد الله عقل على موقع أول موفي (الإنجليزية)
- عبد الله عقل على موقع أول موفي (الإنجليزية)
- عبد الله عقل على موقع قاعدة بيانات الأفلام السويدية (السويدية)
- عبد الله عقل على موقع قاعدة بيانات الفيلم (الإنجليزية)
- عبد الله عقل على موقع كينوبويسك (الروسية)